# Calamus pennatula
Calamus pennatula és un peix teleosti de la família dels espàrids i de l'ordre dels perciformes.

## Morfologia
Pot arribar als 37 cm de llargària total.

## Distribució geogràfica
Es troba a les costes de l'Atlàntic occidental: des de Bahames fins al Brasil, incloent-hi el sud del Golf de Mèxic i el Carib.